# Dominikánská republika na Letních olympijských hrách 2012
Dominikánská republika se účastnila Letní olympiády 2012. Zastupovalo ji 35 sportovců (15 mužů a 20 žen) v 10 sportech.

## Medailisté
| Medaile | Jméno           | Sport    | Soutěž              |
| ------- | --------------- | -------- | ------------------- |
| Zlato   | Félix Sánchez   | Atletika | Muži 400 m překážek |
| Stříbro | Luguelín Santos | Atletika | Muži 400 m          |